# Trận Chancellorsville
Trận Chancellorsville là một trận đánh lớn và quan trọng của chiến dịch Chancellorsville thời Nội chiến Hoa Kỳ, diễn ra gần làng Chancellorsville thuộc quận Spotsylvania, Virginia từ ngày 30 tháng 4 đến ngày 6 tháng 5 năm 1863. Ngoài ra còn có hai trận đánh liên quan diễn ra gần đó trong ngày 3 tháng 5 tại vùng phụ cận Fredericksburg. Đây là cuộc đọ sức giữa binh đoàn Potomac của liên bang miền Bắc do thiếu tướng Joseph Hooker chỉ huy với binh đoàn Bắc Virginia của tướng miền Nam Robert E. Lee. Chancellorsville được biết đến như một "trận đánh hoàn hảo" của Lee vì quyết định mạo hiểm chia nhỏ lực lượng của ông trước một đối phương có lực lượng hùng hậu gấp đôi đã giúp giành được chiến thắng quan trọng cho phe miền Nam. Thắng lợi này, kết quả của sự táo bạo của Lee và thể hiện tác chiến rụt rè của Hooker, đã bị hạn chế bớt bởi số thương vong lớn cùng với vết thương chí mạng của trung tướng Stonewall Jackson - một tổn thất mà Lee đã ví như bị "mất đi cánh tay phải của mình".
Chiến dịch Chancellorsville bắt đầu sáng ngày 27 tháng 4, khi quân miền Bắc vượt sông Rappahannock. Cùng lúc này kỵ binh miền Bắc do thiếu tướng George Stoneman chỉ huy cũng bắt đầu một cuộc đột kích đường dài đánh vào tuyến đường tiếp tế của Lee. Đây là một hành động hoàn toàn không hiệu quả. Vượt qua sông Rapidan tại các chỗ cạn Germanna và Ely's Fords, bộ binh miền Bắc đã tập trung gần Chancellorsville trong ngày 30 tháng 4. Kết hợp với lực lượng ở đối diện Fredericksburg, Hooker đã lên kế hoạch cho một cuộc bao vây kép, tấn công cả trước mặt lẫn sau lưng của Lee.
Ngày 1 tháng 5, Hooker dẫn quân từ Chancellorsville tiến về phía Lee, nhưng đứng trước đối phương áp đảo về quân số, vị tướng miền Nam đã chia tách lực lượng của mình ra, để lại một lực lượng nhỏ tại Fredericksburg nhằm ngăn không cho John Sedgwick tiến lên, còn ông dẫn khoảng 4/5 binh đoàn của mình đi tấn công Hooker. Bất chấp sự phản đối của các cấp dưới, Hooker đã rút quân về tuyến phòng thủ quanh Chancellorsville, nhường lại quyền chủ động cho Lee. Ngày 2 tháng 5, Lee lại chia tách lực lượng của mình lần nữa, phái toàn bộ quân đoàn của Stonewall Jackson tiến hành cuộc hành quân bọc sườn đánh tan quân đoàn XI của miền Bắc. Trong khi đang tiến hành trinh sát phía trước trận tuyến, Jackson đã bị thương bởi hỏa lực của chính quân mình và thiếu tướng J.E.B. Stuart tạm thời lên thay ông chỉ huy quân đoàn.
Cuộc giao tranh ác liệt nhất của trận đánh đã diễn ra vào ngày 3 tháng 5 khi Lee mở nhiều đợt công kích vào vị trí quân miền Bắc tại Chancellorsville, gây thiệt hại nặng nề cho cả hai bên–và biến đây thành ngày đẫm máu thứ hai trong Nội chiến Hoa Kỳ. Cùng ngày hôm đó, Sedgwick đã đem quân vượt sông Rappahannock, đánh bại một lực lượng nhỏ của miền Nam tại cao điểm Marye's Heights trong trận Fredericksburg thứ hai, rồi tiến về phía tây. Quân miền Nam đã đánh chặn thành công đối phương trong trận Salem Church, và đến ngày 4 tháng 5 thì đẩy được người của Sedgwick về chỗ cạn Banks's Ford và bao vây họ ba mặt. Sedgwick rút qua chỗ cạn sáng sớm ngày 5 tháng 5 và Hooker cũng đem phần còn lại của binh đoàn chạy qua chỗ cạn U.S. Ford trong đêm 5–6 tháng 5. Chiến dịch kết thúc ngày 7 tháng 5 khi kỵ binh của Stoneman về tới được phòng tuyến của miền Bắc ở phía đông Richmond.